# Сремчица
Сремчица је приградско насеље у градској општини Чукарица у граду Београду. Према попису из 2022. било је 19.434 становника. У Сремчици постоје две основне школе ОШ „Душко Радовић“ у насељу Горица и ОШ „Вук Караџић“ у центру Сремчице.
Овде се налази Црква Свете Тројице у Сремчици. Поштански број је 11253.

## Насеље Горица
Насеље Горица се налази на улазу у Сремчицу из правца града. Не постоји тачна информација колико тачно Горица има становника. У јужном делу насеља Горица је окретница аутобуса 512. Горица се заправо састоји од пар улица и стамбених блокова. Улице у насељу Горица су: Жила Верна, Дворжакова, Саре Бернар, Томаса Едисона, Петра Улемека Марковића и Исаије Србина.
Жила Верна је трећа по величини улица у насељу Горица. У склопу улице се налази пијаца „Горица“, тржни центар, пар трафика и око 25 стамбених зграда. Главна атракција те улице је тржни центар са осталим објектима у њему (кафић Бла-Бла, посластичарница Сунце, теретана, пржионица кафе).
Дворжакова улица је друга по величини улица у насељу Горица. У њој су претежно стамбене зграде.
Улица Томаса Едисона је најмања улица у насељу Горица. У њој се налазе битне установе за Сремчицу (ОШ Душко Радовић, вртић за децу, Макси супермаркет и пар кафића).
Саре Бернар је улица у насељу Горица која је већином испуњена стамбеним зградама, продавницама, фризерским салонима, кројачким студиом и апотеком.

## Историја
Сремчицу су 1930-тих сматрали напредним селом, имала је задруге: потрошачку, кредитну, здравствену и млекарску (1935), као и читаоницу.

## Градски саобраћај
До насеља се линијама гсп-а може стићи:
- Линија 511 Београд на води — Сремчица[2]
- Линија 512 Баново брдо — Сремчица /Насеље Горица/[3]
- Линија 513 Велика Моштаница /Живојина Табаковића/ — Сремчица /Насеље Горица/[4]
- Линија 551 Београд на води — Сремчица[5]
- Линија 511Н Трг Републике — Сремчица[6]

## Демографија
У насељу Сремчица живи 14599 пунолетних становника, а просечна старост становништва износи 37,6 година (36,7 код мушкараца и 38,5 код жена). У насељу има 5809 домаћинстава, а просечан број чланова по домаћинству је 3,13.
Ово насеље је углавном насељено Србима (према попису из 2002. године), а у последња три пописа, примећен је пораст у броју становника.
|  |

| Демографија | Демографија | Демографија |
| Година      | Становника  | Становника  |
| ----------- | ----------- | ----------- |
| 1948.       | 2.076       |             |
| 1953.       | 2.133       |             |
| 1961.       | 2.185       |             |
| 1971.       | 2.448       |             |
| 1981.       | 13.193      |             |
| 1991.       | 16.225      | 15.763      |
| 2002.       | 18.450      | 19.437      |
| 2022.       | 19.434      |             |

| Етнички састав према попису из 2002.‍ | Етнички састав према попису из 2002.‍ | Етнички састав према попису из 2002.‍ | Етнички састав према попису из 2002.‍ | Етнички састав према попису из 2002.‍ |
| ------------------------------------ | ------------------------------------ | ------------------------------------ | ------------------------------------ | ------------------------------------ |
|                                      |                                      |                                      |                                      |                                      |
| Срби                                 | Срби                                 |                                      | 16.505                               | 89,45%                               |
| Роми                                 | Роми                                 |                                      | 528                                  | 2,86%                                |
| Црногорци                            | Црногорци                            |                                      | 277                                  | 1,50%                                |
| Југословени                          | Југословени                          |                                      | 158                                  | 0,85%                                |
| Македонци                            | Македонци                            |                                      | 111                                  | 0,60%                                |
| Хрвати                               | Хрвати                               |                                      | 64                                   | 0,34%                                |
| Муслимани                            | Муслимани                            |                                      | 58                                   | 0,31%                                |
| Горанци                              | Горанци                              |                                      | 42                                   | 0,22%                                |
| Бугари                               | Бугари                               |                                      | 18                                   | 0,09%                                |
| Мађари                               | Мађари                               |                                      | 13                                   | 0,07%                                |
| Албанци                              | Албанци                              |                                      | 12                                   | 0,06%                                |
| Руси                                 | Руси                                 |                                      | 10                                   | 0,05%                                |
| Словаци                              | Словаци                              |                                      | 8                                    | 0,04%                                |
| Словенци                             | Словенци                             |                                      | 6                                    | 0,03%                                |
| Чеси                                 | Чеси                                 |                                      | 4                                    | 0,02%                                |
| Украјинци                            | Украјинци                            |                                      | 2                                    | 0,01%                                |
| Румуни                               | Румуни                               |                                      | 2                                    | 0,01%                                |
| Немци                                | Немци                                |                                      | 2                                    | 0,01%                                |
| Буњевци                              | Буњевци                              |                                      | 1                                    | 0,00%                                |
| Бошњаци                              | Бошњаци                              |                                      | 1                                    | 0,00%                                |
| непознато                            | непознато                            |                                      | 498                                  | 2,69%                                |

| Година пописа     | 1948. | 1953. | 1961. | 1971. | 1981. | 1991. | 2002. |
| ----------------- | ----- | ----- | ----- | ----- | ----- | ----- | ----- |
| Број домаћинстава | 505   | 506   | 636   | 722   | 3.930 | 4.675 | 5.809 |

| Број чланова      | 1   | 2     | 3     | 4     | 5   | 6   | 7  | 8  | 9 | 10 и више | Просек |
| ----------------- | --- | ----- | ----- | ----- | --- | --- | -- | -- | - | --------- | ------ |
| Број домаћинстава | 846 | 1.310 | 1.258 | 1.548 | 528 | 219 | 64 | 19 | 8 | 9         | 3,13   |

| Пол    | Укупно | Неожењен/Неудата | Ожењен/Удата | Удовац/Удовица | Разведен/Разведена | Непознато |
| ------ | ------ | ---------------- | ------------ | -------------- | ------------------ | --------- |
| Мушки  | 7.475  | 2.371            | 4.630        | 225            | 204                | 45        |
| Женски | 7.830  | 1.804            | 4.688        | 952            | 358                | 28        |
| УКУПНО | 15.305 | 4.175            | 9.318        | 1.177          | 562                | 73        |

| Пол    | Укупно                    | Пољопривреда, лов и шумарство | Рибарство                            | Вађење руде и камена | Прерађивачка индустрија       |
| ------ | ------------------------- | ----------------------------- | ------------------------------------ | -------------------- | ----------------------------- |
| Мушки  | 3.222                     | 64                            | 0                                    | 10                   | 643                           |
| Женски | 2.654                     | 51                            | 1                                    | 1                    | 383                           |
| УКУПНО | 5.876                     | 115                           | 1                                    | 11                   | 1.026                         |
| Пол    | Производња и снабдевање   | Грађевинарство                | Трговина                             | Хотели и ресторани   | Саобраћај, складиштење и везе |
| Мушки  | 100                       | 288                           | 601                                  | 103                  | 483                           |
| Женски | 21                        | 70                            | 629                                  | 99                   | 135                           |
| УКУПНО | 121                       | 358                           | 1.230                                | 202                  | 618                           |
| Пол    | Финансијско посредовање   | Некретнине                    | Државна управа и одбрана             | Образовање           | Здравствени и социјални рад   |
| Мушки  | 42                        | 187                           | 220                                  | 96                   | 116                           |
| Женски | 101                       | 146                           | 140                                  | 208                  | 494                           |
| УКУПНО | 143                       | 333                           | 360                                  | 304                  | 610                           |
| Пол    | Остале услужне активности | Приватна домаћинства          | Екстериторијалне организације и тела | Непознато            | Непознато                     |
| Мушки  | 160                       | 0                             | 1                                    | 108                  | 108                           |
| Женски | 123                       | 7                             | 3                                    | 42                   | 42                            |
| УКУПНО | 283                       | 7                             | 4                                    | 150                  | 150                           |